# Estação Amador Bueno
A Estação Amador Bueno faz parte da extensão operacional da Linha 8–Diamante, operada pela ViaMobilidade. Está localizada no município de Itapevi.

## História
Inaugurada em um prédio provisório pela Estrada de Ferro Sorocabana em 8 de maio de 1922, foi nomeada Km 43 e, em 1928, Fernão Dias. Em 1938, recebeu o prédio definitivo (e que até 21 de junho de 1985 era o prédio da estação) e foi renomeada como Amador Bueno.
Durante a modernização do sistema de trens de subúrbio efetuada pela FEPASA durante as décadas de 1970 e 1980, recebeu novas instalações em 21 de junho de 1985 que substituíram o prédio de 1938, transformado em um centro cultural pela prefeitura de Itapevi em 2004. Em 1997, sua bilheteria foi desativada pela CPTM devido aos constantes assaltos; até 1998, a estação também recebia trens suburbanos da FEPASA oriundos da cidade de Mairinque, localizada no interior paulista, sendo que o serviço era apelidado informalmente de Mairinquinho. Após o abandono por parte da prefeitura de Itapevi, o prédio de 1938 foi demolido em 2012.
A partir de 2010, Amador Bueno foi fechada para obras de reconstrução da extensão operacional. Em 23 de abril de 2014 foi reaberta para operação assistida com os trens da Série 5000 da extinta Fepasa após o trecho de 6,3 quilômetros (Itapevi–Amador Bueno) ser remodelado e a estação reconstruída com sanitários públicos e acessibilidade para pessoas com mobilidade reduzida. No mesmo ano, o trecho até Mairinque operado pela então ALL deixou de receber trens e, desde sua absorção pela Rumo em 2015, a malha ferroviária Amador Bueno–Mairinque foi completamente abandonada.
Em 20 de abril de 2021 foi concedida para o consórcio ViaMobilidade, composto pelas empresas CCR (atual Motiva) e RUASinvest, com a concessão para operar a linha por trinta anos. O contrato de concessão foi assinado e a transferência da linha foi realizada em 27 de janeiro de 2022.

## Toponímia
Após ser inaugurada como Km 43 em 1922, a estação recebeu dois nomes: Fernão Dias e Amador Bueno. Fernão Dias (c.1608-1681) foi um bandeirante, conhecido pela alcunha de Caçador de Esmeraldas. Em 1928, a Companhia Paulista de Estradas de Ferro inaugura uma estação na região de Bauru e também a batiza de Fernão Dias. Para evitar confusões de nomes, a Estrada de Ferro Sorocabana rebatiza a estação na década de 1930 de Amador Bueno. Amador Bueno (c.1584-c.1649) foi um bandeirante conhecido por sua participação no episódio histórico conhecido como Aclamação de Amador Bueno, onde foi proclamado rei e preferiu jurar lealdade ao rei D. João IV de Portugal.

## Tabelas
| Sigla | Estação      | Inauguração       | Plataformas | Posição    | Notas |
| ----- | ------------ | ----------------- | ----------- | ---------- | --- |
| ABU   | Amador Bueno | 8 de maio de 1922 | Central     | Superfície | Estação construída pela Estrada de Ferro Sorocabana Reconstruída pela FEPASA em 21 de junho de 1985 Estação da extensão operacional com embarque gratuito |